# Municipio de Medina (Indiana)
El municipio de Medina (en inglés: Medina Township) es un municipio ubicado en el condado de Warren en el estado estadounidense de Indiana. En el año 2010 tenía una población de 457 habitantes y una densidad poblacional de 6,52 personas por km².

## Geografía

Un mapa del municipio de Medina

El municipio de Medina se encuentra ubicado en las coordenadas 40°26′20″N 87°8′30″O / 40.43889, -87.14167. Según la Oficina del Censo de los Estados Unidos, el municipio tiene una superficie total de 70.12 km², de la cual 69,52 km² corresponden a tierra firme y (0,85 %) 0,6 km² es agua.

## Demografía
Según el censo de 2010, había 457 personas residiendo en el municipio de Medina. La densidad de población era de 6,52 hab./km². De los 457 habitantes, el municipio de Medina estaba compuesto por el 98,91 % blancos, el 0,22 % eran afroamericanos, el 0,44 % eran de otras razas y el 0,44 % eran de una mezcla de razas. Del total de la población el 1,53 % eran hispanos o latinos de cualquier raza.